# Sorgenfrivang II
Sorgenfrivang II er et boligområde i Sorgenfri ved Kongens Lyngby.
Sorgenfrivang II er ejet og administreret af det almene boligselskab DAB, og består af tre højhuse på 14 etager ved Sorgenfri Station. I forbindelse med Sorgnfrivang II er der opført et større butikscenter. Bebyggelsen ligger nær ved Sorgenfri Station, hvorfra der er S-togsforbindelse til København og Hillerød.